# ميغيل أنخيل أكوستا
ميغيل أنخيل أكوستا (بالإسبانية: Miguel Ángel Acosta)‏ (29 مارس 1972 بباراغواي - ) هو مدرب كرة قدم ولاعب كرة قدم باراغواياني في مركز الدفاع. لعب مع كولو-كولو ونادي كوميونيكيشنس.

## وصلات خارجية
- ميغيل أنخيل أكوستا على موقع قاعدة بيانات كرة القدم.إي يو (الإنجليزية)
- ميغيل أنخيل أكوستا على موقع ناشيونال فوتبول تيمز (الإنجليزية)
- ميغيل أنخيل أكوستا على موقع Soccerway.com (الإنجليزية)